# South Coffeyville (Oklahoma)
South Coffeyville es un pueblo ubicado en el condado de Nowata en el estado estadounidense de Oklahoma. En el año 2010 tenía una población de 785 habitantes y una densidad poblacional de 490,63 personas por km².

## Geografía
South Coffeyville se encuentra ubicado en las coordenadas 36°59′39″N 95°37′16″O / 36.99417, -95.62111 (36.994064, -95.621042).

## Demografía
Según la Oficina del Censo en 2000 los ingresos medios por hogar en la localidad eran de $29,688 y los ingresos medios por familia eran $37,109. Los hombres tenían unos ingresos medios de $29,107 frente a los $20,179 para las mujeres. La renta per cápita para la localidad era de $16,560. Alrededor del 12.5% de la población estaban por debajo del umbral de pobreza.